# James Frederick Buchli
James Frederick Buchli (New Rockford, Észak-Dakota, 1945. június 20.–) amerikai űrhajós, ezredes.

## Életpálya
1967-ben a Haditengerészet Akadémiáján (Annapolis) szerzett diplomát. A vietnámi háborúban szakasz-, század- majd zászlóaljparancsnokként teljesített szolgálatot. 1969-től repülőgép vezetői kiképzésben részesül (Pensacola). Szolgált Japánban, Thaiföldön. 1975-ben az University of West (Florida) keretében repüléstechnikai mérnök oklevelet kapott. 1977-től tesztpilóta kiképzést kapott. Több mint 4200 órát tartózkodott a levegőben (repülő/űrrepülő).
1978. január 16-tól a Lyndon B. Johnson Űrközpontban részesült űrhajóskiképzésben. Kiképzett űrhajósként tagja volt az STS–1 és  STS–2 támogató (tanácsadó, problémamegoldó) csapatának. Négy űrszolgálata alatt összesen 20 napot, 10 órát és 24 percet (490 óra) töltött a világűrben. 1989-1992 között az Űrhajózási Iroda helyettes vezetője. Űrhajós pályafutását 1992 augusztusában fejezte be, a Boeing Defense and Space Group (Huntsville) alelnöke. 2008-tól az Oceaneering International, Inc. (Houston) programigazgatója.

## Űrrepülések
- STS–51–C, a Discovery űrrepülőgép 3. repülésének küldetésfelelőse. Egy katonai műholdat állítottak pályairányba. Egy űrszolgálata alatt összesen 3 napot, 1 órát, 33 percet és 23 másodpercet (73 óra) töltött a világűrben. 2 010 000 kilométert (1 250 000 mérföldet) repült, 49 kerülte meg a Földet.
- STS–61–A, a Challenger űrrepülőgép 9. repülésének küldetésfelelőse. Az első olyan Space Shuttle küldetés volt, melyet egy másik ország, Nyugat-Németország támogatott és irányított. Több mint 75 tudományos kísérletet végeztek. Egy űrszolgálata alatt összesen 7 napot, 00 órát és 44 percet (169 óra) töltött a világűrben. 4 680 000 kilométert (2 909 352 mérföldet) repült, 112 kerülte meg a Földet.
- STS–29, a Discovery űrrepülőgép 8. repülésének küldetésfelelőse. Útnak indítottak egy kommunikációs műholdat. Különböző típusú kamerákkal, mintegy3000 felvételt készítettek a Földről. Egy űrszolgálata alatt összesen 4 napot, 23 órát és 39 percet (120 óra) töltött a világűrben. 3 200 000 kilométert (2 000 000 mérföldet) repült, 80 kerülte meg a Földet.
- STS–48, a Discovery űrrepülőgép 13. repülésének küldetésfelelőse. Útnak indítottak egy légkörkutató műholdat. Egy űrszolgálata alatt összesen 5 napot, 8 órát és 27 percet (129 óra) töltött a világűrben. 3 530 369 kilométert (2 193 670 mérföldet) repült, 81 kerülte meg a Földet.